# Diocèse de Villa María
Le diocèse de Villa María (en latin : Dioecesis Civitatis Mariae ; en espagnol : Diócesis de Villa María) est un diocèse de l'Église catholique en Argentine, suffragant de l'archidiocèse de Córdoba.

## Territoire
Il comprend le département de Tercero Arriba ainsi que des parties de départements de la province de Córdoba : une partie du département General San Martín dont l'autre partie est dans le diocèse de San Martín, une partie des départements de Marcos Juárez et Unión dont l'autre portion est gérée par le diocèse de Villa de la Concepción del Río Cuarto, une partie du Río Segundo dont l'autre partie est dans l'archidiocèse de Córdoba et le diocèse de San Francisco.
Son territoire a une superficie de 28 000 km2 divisé en 51 paroisses. Le siège épiscopal est dans la ville de Villa María où se trouve la cathédrale de l'Immaculée-Conception.

## Historique
Le diocèse est érigé le 11 février 1957 par la constitution apostolique Quandoquidem adoranda du pape Pie XII en prenant sur le territoire de l'archidiocèse de Córdoba dont il devient le suffragant.
Le 18 juillet 1960, il acquiert la paroisse de La Cruz qui appartenait à l'archidiocèse de Córdoba en vertu du décret Maiori animarum de la congrégation pour les évêques.
Par la lettre apostolique Civitas Mariae du 15 octobre 1962, le pape Jean XIII reconnaît l'Immaculée Conception comme patronne  principale du diocèse avec saint Joseph Travailleur et saint Pie X comme patron secondaire.

## Évêques
- Alberto Deane, C.P (13 mars 1957 - 15 avril 1977)
- Cándido Genaro Rubiolo (15 avril 1977 - 11 octobre 1979), nommé archevêque de Mendoza
- Alfredo Guillermo Disandro (16 avril 1980 - 23 juin 1998)
- Roberto Rodríguez (23 juin 1998 - 24 mai 2006), nommé évêque de La Rioja
- José Ángel Rovai (3 octobre 2006 - 28 février 2013)
- Samuel Jofré, depuis le 28 février 2013